# Katrin Pieczonka
Katrin Pieczonka (* 5. Oktober 1972 in Kiel) ist eine deutsche Malerin.

## Werdegang
Katrin Pieczonka besuchte in ihrer Heimatstadt Kiel die Humboldt-Schule und hat dort ihr Abitur gemacht. Danach studierte sie von 1993 bis 1999 Kunstgeschichte, Neuere Deutsche Literatur und Volkskunde an der Albert-Ludwigs-Universität Freiburg und an der Universität Hamburg. Sie absolvierte anschließend von 2000 bis 2005 ein Studium der Freien Kunst an der Muthesius Kunsthochschule Kiel bei Elisabeth Wagner, Peter Nagel und Birgit Jensen. Sie lebt und arbeitet seit 2015 als freie Künstlerin in Schleswig-Holstein. Sie ist seit 2018 Mitglied des Kunstbeirates der Landeshauptstadt Kiel.

## Einzelausstellungen
(Auswahl)
- 2023 MEMORY FOAM, Kunstverein Kirchzarten
- 2020 DISCO.VERY, Kunstverein Künstlergut Loitz
- 2012 Katrin Pieczonka und Daniel Hörner – Malerei, Sparkassenstiftung Schleswig-Holstein, Kiel
- 2010 hiding, fading, galerie oel-früh, Hamburg
- 2010 SOWAS VON, Galerie Juni, Kiel
- 2009 Sie sind hier, Lauenburgischer Kunstverein, Ratzeburg
- 2008 Katrin Pieczonka – Malerei, Intersearch, Hamburg
- 2006 Monstera deliciosa, Kunstverein Linda, Hamburg
- 2005 wo ich gewesen bin, Diplomausstellung, Kiel
- 2005 Parcours, Kunstverein Linda, Hamburg
- 2004 bin malen, Kunstraum B, Kiel
- 2004 Mädchen, Pferde, Abenteuer, Prima Kunst, Stadtgalerie Kiel

## Gruppenausstellungen
(Auswahl)
- 2022 A VOYAGE – Vom Material zum Medium, Galerie im Marstall, Ahrensburg
- 2022 North OverSee, Kunsthalle Wilhelmshaven
- 2018 65. Landesschau des Bundesverband Bildender Künstlerinnen und Künstler Schleswig-Holstein, Museumsberg Flensburg
- 2017 hell, das sind die anderen, Künstlerhaus Sootbörn, Hamburg
- 2017 North German Painting. Junge Malerei aus Norddeutschland, Palais für aktuelle Kunst, Glückstadt
- 2015 Fantastisch! Vom Innersten der Bilder, Stadtgalerie Kiel
- 2014 Blickwechsel Ahrenshoop – Gestern und heute, Kunstmuseum Ahrenshoop
- 2011 25 Jahre Prima Kunst, Lessingbad, Kiel
- 2010 57. Landesschau Schleswig-Holstein, Stadtgalerie Kiel
- 2010 I love Alltag, Kunsthaus Hannover, Hannover
- 2009 Ostrale 09, Dresden
- 2009 Nordwestkunst 2009 – Die Nominierten, Kunsthalle Wilhelmshaven
- 2008 Kunstflecken, Neumünster
- 2008 55. Landesschau Schleswig-Holstein, Schloss Gottorf, Schleswig
- 2007 Gottfried-Brockmann-Preis 2007, Stadtgalerie Kiel
- 2007 54. Landesschau Schleswig-Holstein, Landeskulturzentrum Salzau
- 2006 20 Jahre Richard-Haizmann-Museum. Künstlerinnengruppe Keine Frage, Haizmann-Museum, Niebüll
- 2006 Unsere Kunst – Eure Kunst. Die Kunstsammlung der Stadt Kiel, Stadtgalerie Kiel
- 2006 Paint-o-mania. Neue Malerei aus Deutschland, Stadtgalerie Kiel
- 2006 53. Landesschau des BBK Schleswig-Holstein, Museumsberg Flensburg
- 2005 Berlin Kiel – Junge Kunst aus zwei Hauptstädten, Kunstverein Schloß Plön
- 2005 Gottfried Brockmann Preis, Stadtgalerie Kiel
- 2004 NordArt, Rendsburg
- 2004 tatort – lieu du crime, les abattoirs, Riom, Frankreich

## Preise und Stipendien
- 2020 Ausstellungs- und Katalogförderung durch die Stiftung Kunstfonds (Ausstellung DISCO.VERY)
- 2020 Arbeitsstipendium im Künstlergut Loitz
- 2014 Arbeitsstipendium im Künstlerhaus Lukas Ahrenshoop
- 2012 Aufenthaltsstipendium im Künstlerhaus Lauenburg
- 2009 Nominiert für Nordwestkunst-Preis der Kunsthalle Wilhelmshaven
- 2008 Stipendium  Schleswig-Holsteinisches Künstlerhaus Eckernförde
- 2007 Gottfried-Brockmann-Preis